# پورنوگرافی بر پایه منطقه جغرافیایی

نقشه جهان از نظر قوانین پورنوگرافی:
به‌طور کلی قانونی ولی با استثنائات کم
نسبتاً قانونی ولی با محدودیت‌های زیاد
غیرقانونی
اطلاعاتی در دست نیست

تولید و توزیع فیلم‌های پورنوگرافی در بسیاری از کشورها غیرقانونی است حال آنکه در بعضی کشورها نیز قانونی است. طبق نقشه زیر ملاحظه میشود که تقریبا تمام قاره آفریقا و اکثر آسیا  قرمز رنگ است و فقط در قاره اروپا و امریکا با رنگ سبز نشان داده شده است .

## آفریقا

### مایوت
مایوت به عنوان یکی از قلمروهای فرادریایی فرانسه در ، آزادترین مکان جغرافیایی برای تولید، توزیع و مصرف پورنوگرافی در قاره آفریقا است. این کشور جزیره‌ای در نزدیکی کومور و ماداگاسکار اما پس از الحاق به فرانسه تابع قوانین این کشور است.

### مصر
در مصر توزیع پورنوگرافی غیرقانونی است.

### مراکش
مراکش در سال ۲۰۰۴ مجازات سختی برای پورنوگرافی وضع کرد.

## آسیا

### گرجستان
گرجستان آزادترین کشور آسیایی در مباحث پورنوگرافی است. بگونه‌ای که دادگاه قانون اساسی گرجستان به طور موثر تولید و انتشار پورنوگرافی را قانونی کرده است. تولید، انتشار و تجارت پورنوگرافی در گرجستان بطور کامل قانونی است. قبل از تصویب قانونی فعلی در گرجستان، تولید فیلم‌های پورن غیرقانونی بود و مجرم به دو سال حبس تعزیری محکوم می‌شد. تاکنون تعاریف متفاوتی از پورنوگرافی توسط مقامات گرجستان گزارش شده است. دولت پورنوگرافی بزرگسالان را قانونی بر می‌شمارد اما پورنوگرافی کودکان را مانند جهان غرب، سواستفاده جنسی می‌داند.

## ایران
در ایران و دو دهه ی اخیر با ظهور اینترنت محتوای پورن شروع به تولید  کرده است. اما اکثرا بدون چهره احکام قضایی مربوط به انتشار فیلم پورن در ایران بسته به موارد بسیاری از جمله رابطه با شوهر و... متغیر است و این احکام از شلاق تا اعدام ادامه دارد.

### ترکیه
قبل از کودتای ۱۹۸۰، زمانی که دولت سکس در سینما را ممنوع کرد، افراد بیشتری مشتاق به دیدن پورنوگرافی در ترکیه شدند. پس از عصر طلایی پورن ترکیه نیز از این قاعده مستثنی نبود. در اواخر دهه ۱۹۹۰ (میلادی)، پورنوگرافی ترکیه با تولید مواد ارزان و با کیفیت پایین، رنسانس کوچکی را تجربه کرد. بیشتر تولیدکننده‌های فیلم‌های مدرن پورن ترکی امروزه در آلمان و گرجستان متمرکز هستند، اگرچه هنوز هم نوازندگان خود را از ترکیه استخدام می‌کنند. قانون مجازات ترکیه، ماده 226، تولید، فروش و توزیع مواد زشت را جرم دانسته است. سانسور در ترکیه با محدودیت‌سازی اینترنت در سال ۲۰۰۷ توسط حزب عدالت و توسعه آغاز شده است. دسترسی به وب سایت های پورنو در ترکیه به طور کلی مسدود است. دولت بطور شدید از فیلترهای اینترنتی برای جلوگیری از دسترسی به این سایت‌ها استفاده می‌کند، و دلیل آن را لزوم حفاظت از اخلاق عمومی و ارزش‌های خانوادگی دانسته است. کسانی که سعی در دور زدن این فیلترها یا توزیع محتوای مسدود شده دارند ممکن است با مجازات هایی از جمله جریمه نقدی و حبس روبرو شوند. امروزه پورنوگرافی در ترکیه، منع قانونی دارد و تولید و انتشار آن جرم انگاری شده است.

### آذربایجان
قوانین پورنوگرافی در آذربایجان بسیار مشابه ترکیه هستند. در آذربایجان، توزیع و تولید محتوای پورنو بر اساس قوانین جزایی این کشور اکیدا ممنوع است. بر اساس ماده ۲۴۲.۱ قانون جزایی آذربایجان، هرکس به تولید یا توزیع مواد پورنو مجرم شناخته شود، از ۲۰۰۰ تا ۵۰۰۰ منات جریمه نقدی یا کار اصلاحی تا دو سال و یا حبس تا دو سال محکوم می شود. پورنوگرافی برای دسترس عمومی از طریق اینترنت برای مردم، منع قانونی دارد و تولید و انتشار آن جرم انگاری شده است. با وجود قوانین سختگیرانه آذربایجان، مصرف پورنوگرافی در فضاهای خصوصی به صراحت غیرقانونی نیست.

### بنگلادش
با تصویب «قانون کنترل پورنوگرافی، ۲۰۱۲» دولت بنگلادش هر گونه حمل، تبادل، استفاده، فروش، توزیع، نگهداری و … پورنوگرافی را منع و غیرقانونی کرد.

## اروپا
پورنوگرافی در بیشتر کشورهای اروپایی بطور کامل قانونی است اما برخی از کشورهای اروپایی مانند روسیه، اوکراین، بلاروس، لیتوانی و بلاروس بطور کامل غیرقانونی دانسته شده‌است. پورنوگرافی در واتیکان نیز به علت‌های منع‌های اخلاقی مسیحیت در این کشور غیرقانونی اعلام شده است. در بریتانیا نیز پورنوگرافی تاحدود بسیاری محدودیت دارد.

### فرانسه
در فرانسه پورنوگرافی، مجاز است اما پورنوگرافی هاردکور فقط به افراد بالای ۱۸ سال باید فروخته شود.